# Scuola superiore di polizia
La Scuola superiore di polizia è un ente di alta formazione post-universitaria, inquadrato nella Polizia di Stato italiana che cura la formazione, l'aggiornamento professionale e la specializzazione dei commissari di pubblica sicurezza, dei funzionari medici e dei commissari tecnici fisici, chimici, ingegneri, biologi e psicologi.
Ha sede a Roma, nel quartiere Flaminio.

## Storia
Nell'ambito della Polizia di Stato, con la Riforma del 1981, della "smilitarizzazione della Polizia di Stato" promossa dal Generale Enzo Felsani, si decise di unificare i percorsi formativi dei funzionari di Pubblica Sicurezza e degli Ufficiali del Corpo delle Guardie di Pubblica Sicurezza. Con il D.P.R. 341 del 24 aprile 1982, si creò quindi l'Istituto Superiore di Polizia, struttura che sostituì la Scuola Superiore di Polizia, sorta nel 1902 su iniziativa del Prof. Salvatore Ottolenghi, e l'Accademia per gli Ufficiali del Corpo delle Guardie di Pubblica Sicurezza, nata nel 1964.
A seguito del riordino dei ruoli del personale direttivo e dirigente della Polizia di Stato, con il D.P.R. 256 del 1º agosto 2006 è stato completamente innovato il sistema della formazione dei funzionari della Polizia di Stato, intervenendo anche sull'Istituto Superiore della Polizia di Stato, oggi denominato Scuola superiore di polizia.

## Compiti
La Scuola superiore di polizia, diretta da un Dirigente Generale della Polizia di Stato, ha ora principalmente il compito di curare la formazione iniziale, la formazione dirigenziale e la formazione permanente e ricorrente del personale direttivo e dirigente della Polizia di Stato.
I momenti formativi si sviluppano su standard di livello post-universitario.
L'accesso al corso di formazione iniziale per l'immissione nel "ruolo dei Commissari", avviene attraverso un concorso pubblico riservato ai laureati in giurisprudenza, scienze politiche, scienze economiche e scienze della pubblica amministrazione.
Dal 2001, è stata anche sede di formazione iniziale dei commissari del Corpo forestale dello Stato, prima che il corpo venisse assorbito dall’Arma dei Carabinieri.